# Демократический альянс (Франция)
Демократический альянс (фр. Alliance démocratique, AD) — основная правоцентристская партия во времена Третьей республики, основанная 23 октября 1901 года. Светская и либеральная, она вместе с Радикальной партией была опорой большинства кабинетов в период с 1901 по 1940 год.
Первоначально партия была левоцентристской и объединяла умеренных либералов из числа независимых радикалов и республиканцев-оппортунистов (Гамбетта и им подобные), решивших составить альтернативу только что образованной Республиканской партии радикалов и радикал-социалистов. Однако после Первой мировой войны монархисты и бонапартисты, главные враги умеренных либералов, сошли с политической сцены, и партия стала главной правоцентристской силой Третьей республики. Она вошла в правый Национальный блок, который выиграл первые послевоенные выборы после окончания войны.
Демократический альянс (AD) был в значительной степени дискредитирован после того как его главный лидер Пьер Этьен Фланден и ряд других деятелей, в частности, Жозеф Бартелеми, поддержали режим Виши во время Второй мировой войны. После войны партия пыталась реформироваться под руководством Жозефа Ланьеля, участника Сопротивления, и присоединилась к консервативной антикоммунистической коалиции Объединение республиканских левых (RGR), прежде чем слился с Национальным центром независимых и крестьян. AD так и не стал массовой политической партией, основанной на избирательной дисциплине (в этих партиях депутаты обычно голосуют в согласии с внутрипартийным консенсусом). Однако формально он был распущен только в 1978 году, спустя много времени после фактического исчезновения с политической сцены.
При Третьей республике большинство депутатов от AD входили в группу Левых республиканцев (фр. Républicain de Gauche), которая несмотря на название была основной в парламенте правоцентристской силой. Дело в том, что во Франции республиканизм традиционно ассоциировался с левыми, а к правым обычно причисляли сторонников монархии (легитимисты, орлеанисты и бонапартисты).

## Идеология
Альянс был создан левоцентристскими республиканцами, со временем сместившись к правому центру. Это железное правило французской политической жизни, известное как «синистризм», было сформулировано Альбером Тибоде в 1932 году и позже подтверждено Рене Ремоном, Согласно ему каждая партия совершает эволюцию от левых к правым в политическом спектре за счёт появления новых движений слева. Таким образом, пока лидеры Альянса рассматривали партию как левоцентристскую, преемником парламентской группой Леона Сэя (1871—1896), партия совершила сдвиг вправо в парламенте за счет двойного движения: ухода с политической сцены правых (монархистов и бонапартистов) и появление новых левых (социалисты и коммунисты), а также новых центристских образований (Лига молодой республики и Народно-демократическая партия).
Своими ценностями и политикой AD противостоял социалистическим левым, отличая себя от правых формирований (Народно-либеральный альянс, Республиканская федерация и другие). Как и Радикальная партия, Альянс придерживался идеи Республики и её составляющих. Так, партия выступала в защиту Дрейфуса и поддержала Закон о разделении церквей и государства 1905 года. Но, вопреки радикалам, AD стремился объединить всех республиканцев и навязать правым и левым «третий путь», пытаясь объединить их вокруг формулы «ни реакции, ни революции». Прежде всего, как и большинство радикалов, Альянс был либерален в политике и экономике и очень асоциален. Единственное отличие AD от умеренных радикалов состояло в том, что последние были непреклонны в религиозном вопросе, в то время как члены Альянса были открыты для обсуждения.
Политическая культура Альянса была решительно центристская, вобрав в себя ценности как левых (отсылка к 1789 году, защита свободы, путь реформизма), так и правых (порядок, экономический либерализм, противостояние этатизму и коллективизму). Путь постепенного реформирования воспринимался AD как альтернатива противникам Республики, которыми по их мнению были коллективисты (социалисты и коммунисты).

## История

### Истоки
С 1899 года либерально настроенные левые прогрессисты наряду с радикалами и парламентскими социалистами стали поддерживать кабинет во главе с Пьером Вальдек-Руссо. Дело Дрейфуса закончилось в том же году, приведя к широкомасштабной политической переклассификации, в ходе которой бывшие республиканцы-оппортунисты, переименованные после выборов 1893 года в прогрессистов, разделились в вопросе о том, нужно ли идти по пути экс-премьера Жюля Мелена и заключить союз с правыми или присоединиться к защитникам Дрейфуса, в основном левым. Но на тактическом уровне, объединение левых прогрессистов в октябре 1901 года имело конкретную цель уравновесить созданную совсем недавно Республиканской партии радикалов и радикал-социалистов, которая, учитывая успехи радикальных республиканцев на выборах 1898 года, могла стать гегемоном внутри новой правительственной коалиции, созданной в 1899 году.
Демократический республиканский альянс был основан 23 октября 1901 года инженером Адольфом Карно, президентом генерального совета Шаранты и братом бывшего президента республики Сади Карно, депутатом Анри Бланом, Эдмоном Хальфеном и журналистом Шарлем Паллю де ла Баррьер. Возглавили партию сопрезиденты Карно и Жозеф Маньен, бывший управляющий Банком Франции. К новой партии присоединились такие известные деятели как Луи Барту и Раймон Пуанкаре, два министра из кабинета Вальдек-Руссо, Жозеф Кайо (финансы) и Жан Дюпуи (сельское хозяйство и глава газеты Le Petit Parisien), а также бывший премьер Морис Рувье, столп республиканского оппортунизма, Эжен Этьен, мэр Лизьё Анри Шерон и сенатор Жюль Зигфрид.
Альянс пользовался поддержкой ряда влиятельных организаций, таких как Лига прав человека (включая Поля Штапфера), Лига народного образования (членом которой являлся Адольф Карно) и сторонников Жюля Ферри, Леона Гамбетты и либеральный экономист Леона Сэя.
Таким образом, Альянс, близкий к деловым кругам, поддерживал вальдекизм, оставаясь при этом правым, и пользовалась поддержкой популярной прессы (Le Petit Parisien, Le Matin, Le Journal). Однако АРД выступал против «клерикально-националистической коалиции», поддерживая «союз и согласие» с радикалами.
Первоначально основу партии и её электората составляли парижская и провинциальные элиты, особенно образованный класс. Если её основные лидеры были часто связаны с деловым миром, то позиция большинства ее выборных должностных лиц нередко противоречила интересам предпринимательского класса, особенно в социальных вопросах. В межвоенный период образ руководителей партии несколько потускнел, в частности, благодаря вкладу её молодёжной группы и обновлению поколений.

### Эволюция при Третьей республике

#### 1901—1920 годы
В 1901 году Альянс поддержал блок левых, сложившийся вокруг премьера Пьера Вальдека-Руссо. И хотя партия пыталась дистанцироваться от него уже с 1902 года, однако она поддерживала политику блока до 1907 года, даже когда правительство возглавил радикал Эмиль Комб (1902—1905), который впервые установил разделение на левых и правых. Альянс демонстрировал своё отличие от правых (бывших прогрессистов из Республиканской федерации или католической партии Народно-либеральный альянс), поддерживая закон 1905 года и меры против конгрегаций.
Столкнувшись с распадом блока и усилением социалистов, Альянс попытался в 1907 году образовать «демократический блок» с правыми, что свидетельствовало о его стремлении реинтегрировать их в режим. Участвуя в «национальной концентрации» 1912—1914 годов, поддерживая Раймона Пуанкаре, Аристида Бриана и Луи Барту, Альянс начинает постепенно сдвигаться вправо в политическом спектре, так, на выборах 1914 года он положил конец политике взаимного ухода с радикалами.
В то же время Альянс трансформировался в настоящую партию, став в 1911 году Демократической республиканской партией, причем укрепление структур сопровождалось увеличением числа его парламентариев (с 39 до 125 депутатов в период с 1902 по 1910 года; около пятидесяти сенаторов в 1910 году) и членов (около 30 тыс. на начало 1910-х годов). Несколько лидеров партии попытались в 1914 году укрепить свой контроль над левым центром, создав эфемерную Федерацию левых под председательством Аристида Бриана.
В первое двадцатилетие XX века Альянс оказывал серьёзное влияние на национальную политику, что подтверждается присутствием его членов на самых высоких должностях (Эмиль Лубе, Арман Фальер и Раймон Пуанкаре были президентами Республики; Луи Барту и Раймон Пуанкаре возглавляли правительство; другие деятели Альянса не раз становились министрами).

#### 1920-е
В конце Первой мировой войны Альянс, в составе которого было 140 депутатов, организовал и возглавил правоцентристский Национальный блок, находившийся у власти во Франции в период с 1919 по 1924 год. Однако эксперимент не увенчался успехом, поскольку Альянс оказался в ловушке требований правых, составлявших основную часть парламентского большинства. Так, провал кабинета Аристида Бриана (1921—1922) убедил руководителей Альянса в необходимости найти конкретные средства для реализации учения о «золотой середине», и это несмотря на то, что один из его членов, Раймон Пуанкаре, занимал пост Председатель Совета министров с 1922 по 1924 год.
Политическая доктрина Альянса в 1920-х годах вполне соответствовала той, которая преобладала при его создании. Преемственность сохранилась даже после того поколение довоенных лидеров (Адольф Карно, Шарль Паллу де ла Барьер и другие) сошло с политической сцены и им на смену пришло новое поколение, например, Шарль Йоннар, президент партии в 1920—1923 годах. Под его руководством Альянс, тогда называвшийся PRDS, по прежнему заявлял о желании сблизиться с радикалами.
Партия стала стержнем правительств «республиканской концентрации» с Радикально-социалистической партией после падения Левого картеля во время председательства в Совете Раймона Пуанкаре (1926—1929). Тем не менее Альянсу не удалось добиться сплочения радикалов вокруг партии центра, оппозиции выкристаллизовались вокруг вопроса секуляризма (Йоннар был послом в Ватикане с 1921 по 1923 год), интервенционизма и внешней политики (противостояние Аристида Бриана и Раймона Пуанкаре).

#### 1930-е

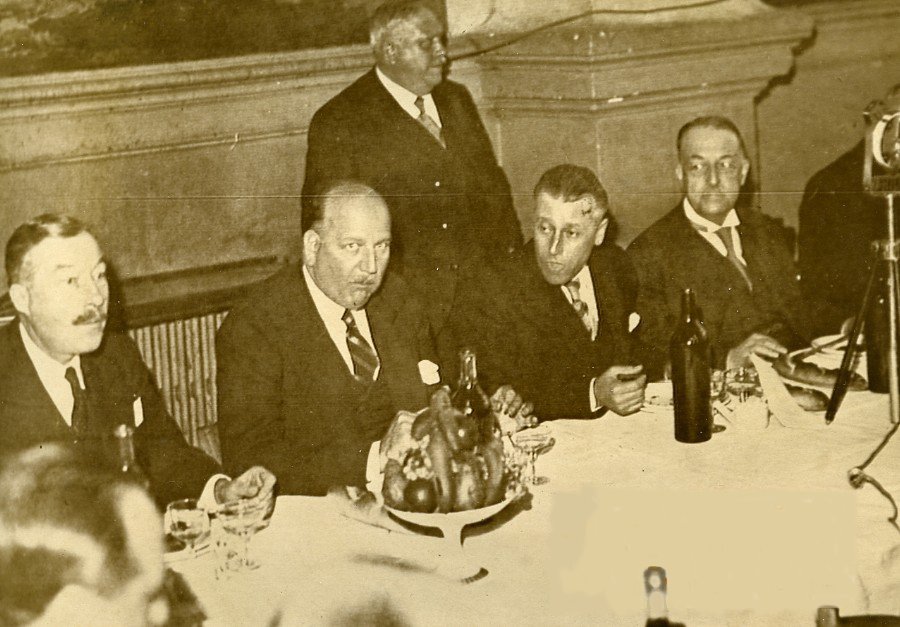
Банкет Демократического альянса в Бурк-ан-Бресе 8 ноября 1936 года с участием Пьера Этьена Фландена и Леона Барети.

На партийном съезде в Анже в 1930 году новым лидером Альянса стал Пьер Этьен Фланден. Его успех также ознаменовал собой победу стратегии «республиканской концентрации в центре», которую он навязал партии, положив конец стратегии «двухпартийности» Поля Рейно. В 1934 году Фланден возглавил Совет министров.
Фланден хотел реорганизовать партию, следуя примеру Луи Марена, десятью годами ранее реформировавшего Республиканскую федерацию. Теперь Альянс, ранее являвшейся группой единомышленников без жёсткой иерархии и дисциплины, стал партией, установившей внутреннюю иерархию и ставшей более централизованной (появление руководящего комитета). Партия активно развивала региональные структуры и наращивала численность по сравнению с послевоенным периодом (около 20 тыс. в 1936 году).
Французская республиканская молодёжь (JRF), созданная в феврале 1934 года под председательством Гастона Морансе, иллюстрировало это стремление к обновлению. Сосредоточённая на политическом воспитании молодёжи, JRF была задумана как ответ на молодёжные организации правых и левых. Она сменила созданный весной 1927 года Центр политических исследований Пьера Аушера и при этом значительно расширила свою деятельность. Более правая, чем Альянс (идеология, уходящая корнями в антикоммунизм), JRF одновременно была более реформистской, особенно в социальном вопросе.
Однако 1930-е годы свидетельствуют о конце многолетнего сотрудничества правоцентристов и радикал-социалистов. Муниципальные выборы 1935 года стали последней попыткой сохранить союз между AD и радикал-социалистами в соответствии с радикальной доктриной «третьей партии», разработанной Эмилем Рошем, директором La République. Провал этой попытки и радикализация политической жизни привели к замене Фландена Пьером Лавалем на посту председателя Совета 31 мая 1935 года.
Крах правых на выборах 1936 года сильно ударил по Альянсу, который потерял по сравнению с предыдущими выборами почти четверть голосов и треть парламентских мандатов.
Одновременно Альянс оказался в серьёзном идеологическом кризисе доктринально. Его доктрина, строивщаяся вокруг защиты институтов, среднего класса и отказа от крайностей, на глазах теряла популярность перед лицом расходящихся путей, выбранных его основными лидерами: в то время как вокруг Фландена сформировалась группа левых республиканцев, а Рене Бесс собрал вокруг себя левых независимых, Поль Рейно и Андре Тардьё привлекали правых республиканцев к своей парламентской группе Республиканский центр. В то время как депутаты от Альянса колебались между умеренной поддержкой и санкциями перед лицом законов Народного фронта, раскол в партии, начавшийся в 1933—1934 годах по вопросу реформы государства и институтов, углублялся, особенно с 1938 года, когда партия разделилась на пацифистское большинство (Фландин), защищающих Мюнхенские соглашения, и меньшинство, занявшее твёрдую позицию по отношению к Гитлеру (Рейно). Члены меньшинства ушли из партийных органов после Мюнхена в знак протеста против Фландена и его поздравительной телеграммы, адресованной подписавшим соглашения. Более глубоко это деление также отражает основные оппозиции.
С тех пор Альянсу стало трудно сохранять центристскую позицию в Республике, напротив, он становится партией, которая иллюстрирует различные варианты, выбранные республиканскими и парламентскими правыми перед лицом социального и политического кризиса 1930-х годов.

### В парламенте

#### Палата депутатов
1902 год: Альянс насчитывал 39 депутатов, которые входили в следующие парламентские группы:
- Демократический союз[фр.] (UD), группа, состоящая из бывших членов Прогрессивного союза[фр.] (группа Гюстава Изамбера из парламента предыдущего созыва) и бывших прогрессистов, которые сплотились вокруг Луи Барту на платформе «обороны Республики».
- Левые радикалы (GR) вместе с независимыми радикалами, к которым присоединилось меньшинство светских депутатов.

1910 год: 125 депутатов от Альянса входили в следующие парламентские группы:
- Левые демократы[фр.] (GD), группа, созданная в 1905 году депутатами, покинувшими UD, чтобы поддержать политику премьера Эмиля Комба. Его придерживаются и левоцентристские депутаты вроде Альберта Лебрена.
- Республиканский союз (UR), группа, созданная как противовес Радикальной партии и включавшая членов Альянса, таких как Пьер Этьен Фланден и Адольф Карно[фр.].
- Прогрессивные республиканцы[фр.] (PR).

1914 год: депутаты от Альянса входили в следующие парламентские группы:
- Левые демократы (ГД), к которой присоединяется большинство депутатов ЕР.
- Радикальный и радикально-социалистический республиканский союз, парламентское крыло коалиции Федерации левых[фр.].
- Левые республиканцы (RDG).

1919 год: 140 депутатов от Альянса входили в следующие парламентские группы:
- Демократические республиканские левые (GRD, 93 депутата), включая членов Альянса, таких как Луи Барту, Пьер Этьен Фланден, Андре Мажино, Альбер Лебрен и другие.
- Левые республиканцы (61 депутат), включая членов Альянса, таких как Луи Лушёр[фр.], Андре Тардьё и другие.
- Республиканское и социальное действие[фр.] (ARS, 46 депутатов), включая членов Альянса, таких как Поль Рейно и другие.

1924 год: 81 депутат от Альянса входили в следующие парламентские группы:
- Демократические республиканские левые (43 депутата).
- Левые республиканцы (38 депутатов).

1928 год: 180 депутатов от Альянса входили в следующие парламентские группы:
- Левые радикалы (GR).
- Социальные и радикальные левые[фр.] (GSR).
- Левые республиканцы (RDG), неофициальная группа Альянса.
- Демократическое и социальное действие[фр.] (ADS, 31 депутат), включала самых консервативных депутатов от Альянса.

1932 год: 103 депутата от Альянса входили в следующие парламентские группы:
- Независимые левые[фр.] (IG, 26 депутатов), лидер — Рене Бесс[фр.].
- Левые республиканцы (RDG, 42 депутата), лидер — Пьер Этьен Фланден.
- Республиканский центр[фр.] (RC, 35 депутатов), лидеры — Поль Рейно и Андре Тардьё.

1936 год: 42 депутата от Альянса входили в следующие парламентские группы:
- Независимые демократические и радикальные левые (GDRI).
- Независимые левые[фр.] (GI).
- Независимые республиканцы[фр.] (IR).
- Альянс левых республиканцев и независимых радикалов (ARGRI). Создан под влиянием Фландина как парламентская группа Демократического альянса. Объединяя 44 депутата, из которых только 24 фактически состояли в партии, эта группа не смогла не только объединить парламентариев Альянса, но и свести вместе всех депутатов-правоцентристов, разбросанных по многочисленным группам.

#### Сенат
Сенаторы от Альянса традиционно были разделены на различные группы, однако большинство из них состояло в Республиканском союзе (UR), в то время как другие являлись частью Демократического и радикального союза, созданного в 1924 году.

### Вторая мировая война
В отличие от некоторых членов Народно-демократической партии (PDP) и депутатов от правоцентристов или правых, не связанных с партией, депутаты и сенаторы Альянса 10 июля 1940 года проголосовали за конституционный закон, который наделял Филиппа Петена диктаторскими полномочиями, тем самым поддержав усиление исполнительной власти за счёт законодательной и исполнив требования Жозеф Бартелеми, Поля Рейно и Андре Тардьё, которые настаивали на этом в межвоенный период.
Во время режима Виши Бартелеми стал министром юстиции (1941—1943) и был одним из главных составителей проекта конституции 1941 года. Сенатор Жорж Портманн был министром информации в 1941 году. Наконец, Пьер Этьен Фланден был министром иностранных дел и главой правительства с декабря 1940 по февраль 1941 года. Под его руководством правительство пыталось восстановить исполнительную власть, установить контакты с общественным мнением и способствовать национальному единству, создав Национальный совет, объединивший 78 бывших парламентариев (многие из которых происходили из рядов Альянса).

### После 1944 года
Хотя AD был одной из шести политических партий, входивших Национальный совет сопротивления (где его представлля Жозеф Ланьель, пусть он официально и не был членом партии с 1938 года), также он был представлен Робером Брюнелем во Временной консультативной ассамблее, в глазах общественности Альянс был дискредитирован участием многих своих членов в режиме Виши.
Жозеф Ланьель пытается реформировать AD, но столкнуся с противодействием руководства партии, большинство из которых являлись членами JRF и были близкими к Пьеру Этьену Фландену. Это фланденистское большинство возобладало над «сопротивляющимся» меньшинством Альянса, которое какое-то время пыталось под именем Группы сопротивления Альянса (фр. Groupement des résistants de l'Alliance) бросить вызов легитимности действующего руководства. В конце концов 22 декабря 1945 года Ланьель присоединился к создаваемой Республиканской партии свободы (PRL) в качестве члена-основателя вместе с диссидентами AD, такими как Жюль Рамарони. 19 февраля 1946 года руководящий комитет Демократического альянса отклонил объединение с PRL. Месяц спустя, 16 марта 1946 года, все парламентарии партии, за исключением Эмиля Желли, последовали за Ланьелем и покинули AD, чтобы присоединиться к PRL, после чего Альянс стал прибежищем бывших вишистов.
В процессе перестройки правого движения после войны (1944—1948) Альянс, как и другие правые партии Третьей республики, не нашёл своего места в политическом ландшафте ни за счёт дискредитации Виши, ни за счет преобладания региональных инициатив над национальными стратегиями. 9 апреля 1946 года Альянс в надежде возродиться присоединился к коалиции Объединение республиканских левых (RGR).
На партийном конгрессе в Париже 13 и 14 апреля 1946 года альянсисты, верные Фландену, находившемуся в заключении, собрались вокруг Леона Барети, первого вице-президента Альянса, Марселя Вентена, генерального секретаря партии, и Эмиля Желли, единственного депутата от Альянса, не присоединившегося к PRL.
В 1947 году партия создала молодёжное движение и исследовательскую группу, но в ней было всего пять парламентариев, четыре депутата (Жан Шаман, Андре Гийан, Жан Моро и Антуан Пине) и президент Генерального совета Атлантической Луары Абель Дюран. Ещё два парламентария, президент Генерального совета Кальвадоса Жан Буавен-Шампо и член Совета Республики Рене Коти, вышли из AD и 6 января 1949 года основали Национальный центр независимых (CNI). Вскоре к ним присоединилось большинство важных членов Альянса, таких как Антуан Пине и Жан Шаман, в результате AD потеряла большинство своих парламентариев и некоторых исторических деятелей. На выборах в 1951 года Альянс смог получить только шесть мандатов. В июне 1954 года Демократический альянс покинул RGR и присоединился к Национальному центру независимых и крестьян (CNIP), объявив при этом, что сохранит свою автономию.
С тех пор AD де-факто превратился в кружок, члены которого встречались на памятных обедах до 1978 года.

## Электоральная история

### Президентские выборы
| Год           | Кандидат           | Первый турr | Первый турr | Первый турr | Второй тур | Второй тур | Второй тур |
| Год           | Кандидат           | Голоса      | %           | Место       | Голоса     | %          | Место      |
| ------------- | ------------------ | ----------- | ----------- | ----------- | ---------- | ---------- | ---------- |
| 1906          | Арман Фальер       | 449         | 52,95       | 1-е         |            |            |            |
| 1913          | Раймон Пуанкаре    | 429         | 49,48       | 1-е         | 483        | 56,23      | 1-е        |
| Январь 1920   | Поль Дешанель      | 734         | 84,56       | 1-е         |            |            |            |
| Сентябрь 1920 | Александр Мильеран | 695         | 88,42       | 1-е         |            |            |            |
| 1924          | Шарль Жоннар       | 8           | 0,94        | 4-е         |            |            |            |
| 1931          | Луи Барту          | 44          | 4,90        | 3-е         | 22         | 2,49       | 3-е        |
| 1932          | Альбер Лебрен      | 633         | 81,47       | 1-е         |            |            |            |
| 1939          | Альбер Лебрен      | 506         | 55,97       | 1-е         |            |            |            |

### Парламентские выборы
| Год  | Голоса    | %     | Мандаты    | Место | Прим.                             |
| ---- | --------- | ----- | ---------- | ----- | --------------------------------- |
| 1902 | 1 510 934 | 17,96 | 112 из 589 | 3-е   |                                   |
| 1906 | 908 993   | 10,32 | 90 из 585  | 4-е   |                                   |
| 1910 | 1 889 253 | 22,09 | 128 из 590 | 2-е   |                                   |
| 1914 | 1 588 075 | 18,40 | 119 из 601 | 3-е   |                                   |
| 1919 | 889 177   | 10,91 | 93 из 613  | 5-е   | Национальный блок                 |
| 1924 | 1 058 293 | 11,72 | 43 из 581  | 4-е   | Национальный блок                 |
| 1928 | 2 082 041 | 21,99 | 137 из 604 | 2-е   | Национальная республиканская лига |
| 1932 | 1 299 936 | 12,57 | 72 из 607  | 4-е   | Национальная республиканская лига |
| 1936 | 1 666 004 | 16,86 | 59 из 610  | 2-е   | Национальная республиканская лига |

## Название
Колеблясь между ассоциацией и партией, Альянс несколько раз менял название:
- 1901—1911 — Демократический республиканский альянс (Alliance républicaine démocratique, ARD);
- 1911—1917 — Демократическая республиканская партия (Parti républicain démocratique. PRD);
- 1917—1920 — Демократический республиканский альянс
- 1920—1926 — Демократическая и социальная республиканская партия (Parti républicain démocratique et social, PRDS);
- 1926—1954 — Демократический альянс (AD).

## Известные деятели
| Соучредители - Адольф Карно, инженер-химик. - Анри Блан, член парламента от Верхней Луары. - Эдмон Альфен, генеральный советник Жиронды. - Шарль Паллу де ла Барьер, бывший священник и директор Paysan de France. Президенты партии - 1901—1920: Адольф Карно - 1920—1923: Шарль Жоннар - 1923: Жозеф Нуланс - 1923—1933: Антони Ратье - 1933—1940: Пьер Этьен Фланден | Президенты Республики - Эмиль Лубе (1899—1906) - Арман Фальер (1906—1913) - Раймон Пуанкаре (1913—1920) - Поль Дешанель (1920) - Альбер Лебрен (1932—1940) Премьер-министры Франции - Пьер Мари Вальдек-Руссо (1899—1902) - Раймон Пуанкаре (1912—1913, 1922—1924 и 1926—1929) - Луи Барту (1913) - Жорж Лейг (1920—1921) - Андре Тардьё (1929—1930, 1930 и 1932) - Пьер Этьенн Фланден (1943—1935) - Поль Рейно (1940) | Другие известные деятели - Жозеф Бартелеми, юрист, член парламента и министр юстиции при Виши. - Жорж Лашапель, журналист и член руководящего комитета в межвоенный период. - Луи Лушёр, инженер, член парламента. - Андре Мажино, министр по делам колоний, пенсий и войны в межвоенный период. - Жюль Зигфрид, предприниматель, член Социального музея, член парламента. - Эдуард Иньяс, заместитель государственного секретаря по военной юстиции (1917—1920), член парламента (1914—1924) - Оливье Сэнсер, генеральный секретарь при президенте, префект, государственный советник. - Жозеф Маньен, бывший управляющий Банком Франции. - Жозеф Кайо, министр и член парламента. - Жан Дюпуи, журналист и издатель, министр и член парламента. - Эжен Этьен, министр и сенатор. - Жозеф Ланьель, член парламента. - Рене Коти, министр и член парламента. - Антуан Пине, член парламента. |